# 岩樟
岩樟（学名：Cinnamomum saxatile）是樟科樟属的植物，是中国的特有植物。分布在中国大陆的云南、广西等地，生长于海拔600米至1,500米的地区，常生于石灰岩山的灌丛中、林下及水边，目前尚未由人工引种栽培。

## 别名
米槁、米瓜、沟厚、栲涩（广西壮语）